# Tom Courtney
Tom Courtney (eigentlich Thomas William Courtney; * 17. August 1933 in Newark, New Jersey; † 22. August 2023 in Naples, Florida) war ein US-amerikanischer Leichtathlet und Olympiasieger.

## Leben
1955 trat Courtney zu Wettkämpfen in Europa an. Dabei begegnete er der Mutter von Rudolf Harbig. Er „fragte sie nach den Trainingsaufzeichnungen ihres Sohnes […] und bemerkte: Harbig war viel bergab gelaufen, um sein Tempo zu verbessern. Courtney übernahm die Trainingsmethode“.
Courtney gelangte 1955 als Student der Fordham University zu nationaler Bekanntheit durch seinen Sieg über 880 Yards bei den NCAA-Meisterschaften. Auch gewann er 1956 die AAU-Meisterschaften über 400 Meter sowie 1957 und 1958 über 880 Yards. 1957 stellte er dabei einen neuen Weltrekord auf, mit einer Zeit von 1:46,8 min.
Bei den Olympischen Spielen 1956 in Melbourne gewann er die Goldmedaille im 800-Meter-Lauf, vor dem Briten Derek Johnson (Silber) und dem Norweger Audun Boysen (Bronze) sowie die Mannschaftsgoldmedaille in der 4-mal-400-Meter-Staffel, zusammen mit seinen Teamkollegen Charles Jenkins, Lou Jones und Jesse Mashburn, vor den Teams aus Australien (Silber) und dem Vereinigten Königreich (Bronze).
Bei seinem 800-Meter-Lauf lieferte er sich ein dramatisches Duell mit dem Briten Derek Johnson. Bis 40 Meter vor dem Ziel führte Johnson. Trotzdem gewann Courtney durch einen sensationellen Sprint mit 13 Hundertstelsekunden Vorsprung. Nach dem Überschreiten der Ziellinie kollabierte er. Die Medaillenverleihung wurde für eine Stunde ausgesetzt, in der sich beide Athleten erholten. Tags darauf lief er wieder, dieses Mal in der 4-mal-400-Meter-Staffel. Später schrieb er zu diesem Lauf:

“It was a new kind of agony for me. My head was exploding, my stomach ripping and even the tips of my fingers ached. The only thing I could think was, ‘If I live, I will never run again.’”

„Es war eine neue Art von unerträglichem Schmerz für mich. Mein Kopf explodierte, mein Magen wurde auseinandergerissen, sogar die Spitzen meiner Finger schmerzten. Alles woran ich denken konnte war: ‚Wenn ich überlebe, werde ich nie wieder laufen.‘“